# Medalha e Dissertação Prelog
A Medalha e Dissertação Prelog é um prêmio concedido anualmente desde 1986 pelo Laboratório de Química Orgânica do Instituto Federal de Tecnologia de Zurique. A concessão da medalha está condicionada a uma apresentação, que ocorre no Laboratório de Química Orgânica em Zurique. O prêmio é denominado em memória do laureado Nobel Vladimir Prelog.